# 必殺マグナム
『必殺マグナム』（ひっさつマグナム、原題：Murphy's Law）は、1986年に公開されたアメリカ合衆国のスリラー映画。
作品の原タイトルは主人公の名前と『マーフィーの法則(英: Murphy's law）』から取られている。

## ストーリー
刑事のジャック・マーフィーは、買い物帰りに自分の車を盗もうとした車泥棒の女を捕まえるが、隙を突かれて逃げられる。翌日、殺人事件現場に呼び出されたマーフィーは、アンソニー・ヴィンチェンゾが犯人である証拠を見つける。アンソニーの行方を知るため、兄のフランク・ヴィンチェンゾに聞くが知らないという。
家に帰ったマーフィーは、裁判所から届いた妻との離婚成立判決書に目を通していたとき、謎の人物から脅迫めいた電話がかかってきた。翌日、アンソニーが空港に現れたという情報が入り、マーフィーたちは空港に向かう。アンソニーは、マーフィーたちを見つけると、客室乗務員を人質にとり逃走した。アンソニーは人質を射殺し、逃げようとしたが駆けつけたマーフィーに射殺された。警察署でマーフィーの元妻がストリップ劇場で働いていると聞き、ストリップ劇場に向かったマーフィーは、元妻と話をすると、元妻が劇場の支配人と関係を持っているという。閉館時間になり、マーフィーは2人を追跡し、家での行為を見て帰宅した。
次の日、酒を買いにきたマーフィーは、偶然自分の車を盗もうとしたアラベラ・マギーを見つけ逮捕した。その日の夜、再び劇場に来たマーフィーは、元妻と話した後、帰ろうとして車に乗った直後、何者かに殴られ気絶する。その人物は、元妻と支配人をマーフィーの銃で射殺した。マーフィーは2人を殺した犯人とされ、逮捕される。留置場に入れられ、アラベラとつながれたマーフィーは隙を突き脱走する。マーフィーはアラベラを連れて、知人のベン・ウィルコーヴ宅を訪れる。ベンから銃を貰い出発するが、その直後マーフィーに罪を着せた女が、ベンを射殺する。
ベンが殺されたことを知り、ヴィンチェンゾ一味が怪しいと考え、2人はフランク・ヴィンチェンゾのもとに向かう。マーフィーがフランクを問いただすが、フランクは何も知らなかった。マーフィーは、知人のアートに、自分に恨みを抱いている人物を探してほしいと頼む。その結果、措置入院させた、ジョーン・フリーマンという女が犯人であると確信する。フリーマンは、入院させた関係者を次々に殺害していった。
自分以外に残っている検事の家を訪れたマーフィーたちだが、すでに検事は殺害されており、アラベラは誘拐される。マーフィーは呼び出された場所に行き、同僚のエドに応援を頼む。しかし、エドはヴィンチェンゾに買収されており、マーフィーを連れていこうとしたとき、フリーマンにクロスボウで首を撃たれ死亡する。そこに、ヴィンチェンゾ一味が乗り込んできたが、マーフィーは一味を倒し、アラベラを助け出す。直後、アラベラは後ろからフリーマンにクロスボウで撃たれる。マーフィーはフリーマンと対決し、フリーマンは転落死する。その後、救急車に乗せられたマーフィーは、一命を取り留めたアラベラと一緒に病院へと送られていった。

## キャスト
| 役名                     | 俳優                       | 日本語吹替                           |
| 役名                     | 俳優                       | フジテレビ版                         |
| ------------------------ | -------------------------- | ------------------------------------ |
| ジャック・マーフィー     | チャールズ・ブロンソン     | 大塚周夫                             |
| アラベラ・マギー         | キャスリーン・ウィルホイト | 冨永みーな                           |
| ジョーン・フリーマン     | キャリー・スノッドグレス   | 谷育子                               |
| アート・ペニー           | ロバート・F・ライオンズ    | 小島敏彦                             |
| フランク・ヴィンチェンゾ | リチャード・ロマナス       | 筈見純                               |
| ベン・ウィルコーヴ       | ビル・ヘンダーソン         | 中庸助                               |
| エド・ライニキー         | ジェームズ・ルイジ         | 千田光男                             |
| ケラーマン判事           | ジェローム・ソー           | 村松康雄                             |
| ナックマン警部補         | クリフォード・A・ピロー    | 中庸助                               |
| ジャン                   | エンジェル・トンプキンズ   | 横尾まり                             |
| キャメロン               | ローレンス・ティアニー     | 渡部猛                               |
| デイヴ・マンザレック     | ミーシャ・ハウザーマン     | 江原正士                             |
| リース                   | キャル・ヘインズ           | 吉水慶                               |
| サンタナ                 | ハンス・ハウス             | 秋元羊介                             |
| トニー・ヴィンチェンゾ   | クリス・デローズ           | 秋元羊介                             |
| ケリー                   | フランク・アネス           | 福田信昭                             |
| ヴィンチェンゾの母親     |                            | 竹口安芸子                           |
| ホテルの受付係           | ロバート・アクセルロッド   | 星野充昭                             |
| その他                   | N/A                        | 沢木郁也 さとうあい 井上喜久子       |
| 日本語版スタッフ         |                            |                                      |
| 演出                     | 演出                       | 福永莞爾                             |
| 翻訳                     | 翻訳                       | 宇津木道子                           |
| 調整                     | 調整                       | 金谷和美                             |
| 担当                     | 担当                       | 宮澤徹                               |
| 制作                     | 制作                       | ザック・プロモーション               |
| 解説                     | 解説                       | 高島忠夫                             |
| 初回放送                 | 初回放送                   | 1990年2月10日 『ゴールデン洋画劇場』 |

## スタッフ
- 監督：J・リー・トンプソン
- 製作：パンチョ・コーナー
- 脚本：ゲイル・モーガン・ヒックマン
- 撮影：アレックス・フィリップス
- 音楽：マーク・ドナヒュー、ヴァレンタイン・マッカラム
- 編集：ピーター・リー・トンプソン、チャールズ・シモンズ